# Theale
Theale – wieś i civil parish w Anglii, w hrabstwie ceremonialnym Berkshire, w dystrykcie (unitary authority) West Berkshire. Leży 8 km na zachód od centrum miasta Reading i 67 km na zachód od centrum Londynu. W 2011 roku civil parish liczyła 2835 mieszkańców.